# Sean Seitz
Sean-Andreas Seitz (* 30. März 2002 in Karlsruhe) ist ein deutscher Fußballer, der aktuell beim MFK Skalica unter Vertrag steht.

## Karriere

### Vereine
Sean Seitz spielte zunächst in Jugendteams beim Karlsruher SC und ab Sommer 2014 in der Jugendabteilung der TSG 1899 Hoffenheim. Dort bestritt Seitz in der U17-Bundesliga Süd/Südwest in der Saison 2018/19 neun Spiele. Dabei erzielte er sechs Tore für die TSG. In den darauffolgenden zwei Jahren kam Sean Seitz bei der U19 der TSG-Akademie zu lediglich einem Kurzeinsatz in der A-Junioren-Bundesliga. Am 8. Februar 2020 wurde er beim 4:0-Sieg gegen den SSV Ulm in der 82. Spielminute eingewechselt.
In den Saisons 2021/22 und 2022/23 trug Sean Seitz das Trikot des VfR Aalen. Nachdem er einen Muskelfaserriss auskuriert hatte, erhielt Seitz ab dem 9. Spieltag der Saison 2021/22 regelmäßig Einsatzzeiten im Herrenfußball. Für Aalen erzielte Seitz zehn Tore in 47 Regionalligaspielen.
Zur Saison 2023/24 wechselte Seitz zum Drittligisten FC Erzgebirge Aue. Am 1. Spieltag absolvierte er gegen den FC Ingolstadt 04 sein erstes Spiel im Profifußball.
Im Sommer 2025 wechselte er in die Slowakei zum MFK Skalica.

### Nationalmannschaft
Sean Seitz nahm an Lehrgängen der deutschen U15- und U16-Nationalmannschaft unter Trainer Michael Feichtenbeiner teil, kam dabei aber nie zu einem Spieleinsatz.